# Мелендуњо
Мелендуњо (итал. Melendugno) је насеље у Италији у округу Лече, региону Апулија.
Према процени из 2011. у насељу је живело 6415 становника. Насеље се налази на надморској висини од 36 м.

## Географија
| Клима (Мелендуњо)          | Клима (Мелендуњо) | Клима (Мелендуњо) | Клима (Мелендуњо) | Клима (Мелендуњо) | Клима (Мелендуњо) | Клима (Мелендуњо) | Клима (Мелендуњо) | Клима (Мелендуњо) | Клима (Мелендуњо) | Клима (Мелендуњо) | Клима (Мелендуњо) | Клима (Мелендуњо) | Клима (Мелендуњо) |
| Показатељ \ Месец          | .Јан.             | .Феб.             | .Мар.             | .Апр.             | .Мај.             | .Јун.             | .Јул.             | .Авг.             | .Сеп.             | .Окт.             | .Нов.             | .Дец.             | .Год.             |
| -------------------------- | ----------------- | ----------------- | ----------------- | ----------------- | ----------------- | ----------------- | ----------------- | ----------------- | ----------------- | ----------------- | ----------------- | ----------------- | ----------------- |
| Средњи максимум, °C (°F)   | 12,6 (54,7)       | 13,2 (55,8)       | 15,0 (59)         | 18,3 (64,9)       | 22,6 (72,7)       | 26,8 (80,2)       | 29,2 (84,6)       | 29,6 (85,3)       | 26,2 (79,2)       | 21,8 (71,2)       | 17,6 (63,7)       | 14,2 (57,6)       | 29,6 (85,3)       |
| Средњи минимум, °C (°F)    | 5,6 (42,1)        | 5,8 (42,4)        | 7,2 (45)          | 9,5 (49,1)        | 13,1 (55,6)       | 17,0 (62,6)       | 19,5 (67,1)       | 19,9 (67,8)       | 17,3 (63,1)       | 13,7 (56,7)       | 9,9 (49,8)        | 7,1 (44,8)        | 5,6 (42,1)        |
| Количина падавина, mm (in) | 71 (28)           | 60 (23,6)         | 65 (25,6)         | 40 (15,7)         | 33 (13)           | 20 (7,9)          | 16 (6,3)          | 22 (8,7)          | 49 (19,3)         | 80 (31,5)         | 97 (38,2)         | 74 (29,1)         | 627 (246,9)       |
| [ тражи се извор ]         |                   |                   |                   |                   |                   |                   |                   |                   |                   |                   |                   |                   |                   |

## Становништво
| 1931. | 1936. | 1951. | 1961. | 1971. | 1981. | 1991. | 2001. | 2011. |
| ----- | ----- | ----- | ----- | ----- | ----- | ----- | ----- | ----- |
| 4.678 | 4.917 | 6.182 | 6.893 | 6.665 | 7.781 | 8.789 | 9.307 | 9.646 |